# Barravento (ritmo)
O barravento é um ritmo e um toque de atabaque utilizado na capoeira, candomblé e na umbanda. Trata-se de um toque mais rápido e quente que o ijexá. Conforme o dicionário Aurélio, é o toque predileto de Xangô, nos candomblés banto e também, a ansiedade que domina a filha-de-santo antes da chegada do orixá. O toque segue uma cadência por vezes acelerada e é cíclico, ou seja, não existe um ponto padrão de partida e finalização.